# Jan Kochanowski (zbiór utworów)
Jan Kochanowski – zbiór utworów Jana Kochanowskiego, wydany pośmiertnie w 1585.
Wyboru dzieł dokonał, a także poprzedził je przedmową Jan Januszowski, wydawca i przyjaciel Kochanowskiego. Zbiór ukazał się w Krakowie na przełomie lat 1585/1586 w Drukarni Łazarzowej. W kolejnych latach edycja ta była powtarzana w zmienionych wersjach. Uzupełnienie zbioru stanowił wydany w 1590 tom Fragmenta albo pozostałe pisma.
W skład tomu weszły różnorodne utwory – poetyckie, prozatorskie i dramatyczne. Część z nich była już ogłoszona drukiem za życia Kochanowskiego, niektóre jednak wydane zostały po raz pierwszy.
Utwory zawarte w tomie:
- Fenomena
- Muza – wiersz, pierwsze wydanie
- Satyr albo Dziki mąż – poemat satyryczno-polityczny
- Monomachija Parysowa z Menelausem – tłumaczenie fragmentu Iliady, pierwsze wydanie
- Odprawa posłów greckich – dramat
- Szachy – poemat heroikomiczny
- Dziewosłąb
- Epithalamium („Wieczór, młodzieńcy, przyszedł, krom żadnej zabawy”)
- Treny – cykl trenów
- Wzór pań mężnych – cykl kobiecych wzorów osobowych, pierwsze wydanie
- Zuzanna – poemat
- Zgoda – utwór poetycko-publicystyczny
- Epithalamium na wesele Krzysztofa Radziwiłła
- Dryas Zamechska – wiersz
- Proporzec albo hołd pruski –  utwór poetycki
- Wróżki – dialog
- O Czechu i Lechu historyja naganiona – traktat historyczny
- Wykład cnoty
- Iż pijaństwo jest rzecz sprosna a nieprzystojna człowiekowi –  traktat satyryczno-dydaktyczny
- Omen
- Pieśni księgi dwoje
- Pamiątka Tęczyńskiemu